# Anchimolgus
Anchimolgus is een geslacht van eenoogkreeftjes uit de familie van de Anchimolgidae. De wetenschappelijke naam van het geslacht is voor het eerst geldig gepubliceerd in 1972 door Humes & Stock.

## Soorten
- Anchimolgus abbreviatus Humes, 1991
- Anchimolgus angustus (Humes, 1992)
- Anchimolgus breviarius Humes, 1995
- Anchimolgus compressus Humes, 1996
- Anchimolgus conformatus Humes, 1995
- Anchimolgus contractus Humes, 1979
- Anchimolgus convexus Humes, 1978
- Anchimolgus cuneatus Stock, 1990
- Anchimolgus digitatus (Humes & Ho, 1968)
- Anchimolgus eparmatoides (Humes, 1992)
- Anchimolgus exsertus Humes, 1991
- Anchimolgus gibberulus (Humes, 1992)
- Anchimolgus gigas Humes, 1995
- Anchimolgus gracilipes Kim I.H., 2007
- Anchimolgus gratus Humes, 1996
- Anchimolgus hastatus Kim I.H., 2007
- Anchimolgus latens Humes, 1978
- Anchimolgus maximus Kim I.H., 2003
- Anchimolgus mimeticus Humes, 1995
- Anchimolgus moluccanus Humes, 1996
- Anchimolgus multidentatus Kim I.H., 2003
- Anchimolgus nasutus Humes, 1996
- Anchimolgus notatus Humes, 1978
- Anchimolgus noumensis Kim I.H., 2003
- Anchimolgus orectus Humes, 1978
- Anchimolgus pandus Humes, 1978
- Anchimolgus parangensis Kim I.H., 2007
- Anchimolgus partenuipes Kim I.H., 2007
- Anchimolgus prolixipes (Humes & Ho, 1968)
- Anchimolgus punctilis Humes, 1978
- Anchimolgus setellus (Humes, 1992)
- Anchimolgus tanaus Humes, 1991
- Anchimolgus tenuipes Kim I.H., 2003
- Anchimolgus tridentatus Kim I.H., 2003